# النمامشة

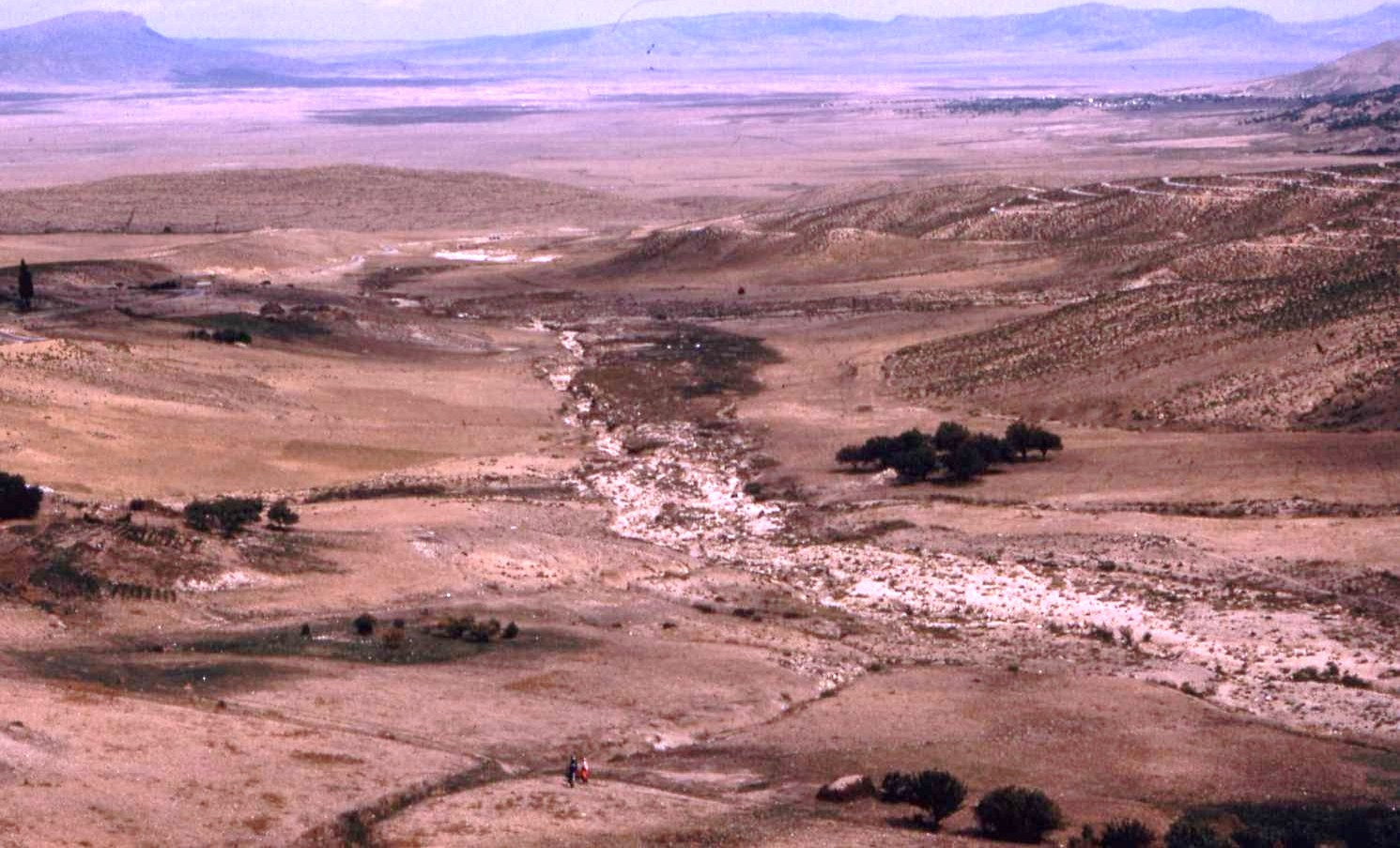
هضبة النمامشة

النمامشة أو اللمامشة أو المامشة (بالأمازيغية: ⴰⵀ ⵏⵎⵎⵓⵛ) هي كونفدرالية قبلية كبيرة تنتمي للشاوية من الأمازيغ الذين يعيشون في شمال أفريقيا وهي تتألف من ثلاث عشائر اتحدت بمنطقة بالجزائر تحمل اسمها جبال النمامشة أو أوراس النمامشة حيث تشكلو من اتحاد الأمازيغ من زناتة وأوريغة (هوارة) يسكنون اليوم بولايتي تبسة وخنشلة.

## الإنتشار
تشكل جبال النمامشة منطقة رباعية محصورة بين تبسة وبئر العاتر وخنشلة وخنقة سيدي ناجي حيث تنقسم إلى قسمين :
- الأولى تقع بالهضاب العليا حيث تقع معظم الأراضي الزراعية المكونة من السهول.
- الثانية بجبال النمامشة وسفوح الصحراء الجنوبية.

اللمامشة هم جيران لاتحادات قبائل الفراشيش الأمازيغية من جهة القصرين وعرب الهمامة من جهة قفصة وكذلك أولاد سيدي عبيد على الحدود. يحدها من الغرب قبائل الشاوية الأخرى في جبل ششار والعمامرة ومن الشمال اتحاد قبيلة الشاوية الحركتة وقبيلة أولاد سيدي يحيى المرابطية الناطقة بالعربية، ومن الجنوب يحدها قبائل وادي سوف.
المدن الحالية التي تقطن قبائل اللمامشة بها هي: خنشلة، الزوي، بابار، تازوغرت بولاية خنشلة، والشريعة، العقلة، سطاح قنطيس بولاية تبسة. واستقر آخرون من النمامشة في وادي سوف.

تواجد قبيلة اللمامشة بشرقي الجزائر

## تاريخ
اللمامشة هو اتحاد أمازيغي حيث ستكون الكونفدرالية إما من أصل أمازيغي أوريغي (هوارة) حسب تساديت ياسين أو مؤلفة من عشائر عربية وأمازيغية مختلفة حسب إرنست كاريت حيث أشار أنه كان هناك بلا شك امتصاص للعناصر الهلالية والسليمية التي عاشت بالهضاب المجاورة. الادعاءات بالأصل العربي أصبحت اليوم بعيدة عن الصحة تمامًا بسبب اختبارات المجموعة الفردانية (الهابلوغروب EPF6789) التي أكدت كونهم ينتمون جينيا لقبيلة أوريغة مثل جيرانهم المعروفين بالفراشيش المذكورين بالعصر الروماني (الفراكسيس), رغم هاذا هناك بلا شك تواجد معتبر للعناصر الهلالية والسليمية التي ذابت داخل القبيلة.
يتمتع النمامشة بتراث أمازيغي حيث يعبر عنها بالولاء للشاوية الأمازيغية. وبحسب تقاليدهم ومصادرهم المكتوبة فقد طردهم بني بربر من جبل ششار في العصور الوسطى وتضم الكونفدرالية حاليا ثلاثة أعراش كبيرة: رشاش، وبرارشة، والعلاونة.
ينقسم الزناتيون في ششار إلى أربع مجموعات تتحدث نفس اللهجة الأمازيغية :
- اللمامشة
- بني بربر الذين ما زالوا يحتلون وادي بجر.
- أيث سلطان الذي يشغل الجزء الشمالي من ششار.
- أولاد خيار استقروا خلال فترة الاستعمار في دائرة سوق أهراس.

أما البربر المستعربون فقد انتقلوا بين تبسة في الشمال ووادي سوف في الجنوب في أعقاب دورات الاقتصاد الزراعي الرعوي والضرورات المالية والضريبية للدول المركزية (الفاطميين، الزيريين، الموحدين، الحفصيين، العثمانيين). منذ القرن الثامن عشر فصاعدًا تمكنت قبيلة اللمامشة من تأكيد سلطتهم على المنطقة الممتدة من جبال شرقي الأوراس إلى الجريد ومن تبسة إلى سوف. قاوم اللمامشة الذين كانوا السادة الحقيقيين للمنطقة خلال الفترة العثمانية الغزو الفرنسي لفترة طويلة. لم يتم الاستيلاء على مدينة تبسة حتى 1851. تاريخيًا لدى النيمينشا علاقات متعارضة مع الفراشيش التونسيين.